# Simfonia núm. 2 (Saint-Saëns)
La Simfonia núm. 2 en la menor, op. 55, és una obra de Camille Saint-Saëns estrenada el 20 de febrer de 1859 a Leipzig.
Saint-Saëns va escriure en total cinc simfonies de les quals tres porten un número: aquesta, la Primera i la seva cèlebre Tercera, dita "amb orgue". A més a més d'aquestes últimes, va compondre a l'edat de 15 anys una simfonia en la major, així com una en fa major, denominada Urbs Roma (ciutat de Roma) el 1857.
Saint-Saëns compon aquesta simfonia a l'edat de 24 anys. No tornarà sobre aquesta forma musical fins 27 anys més tard amb la seva Simfonia amb orgue. Està composta de quatre moviments i la seva execució demana una mica més de vint minuts.

## Moviments
- I. Adagio - Allegro
- II. Marche - Scherzo: Allegretto scherzando
- III. Adagio
- IV. Finale: Allegro maestoso